# Kyle Allen
Kyle Allen (Livermore, California, 10 de octubre de 1994) es un actor estadounidense.

## Primeros años
Allen nació en Livermore, California, ahí se entrenó en acrobacias y asistió a la Academia de Ballet Kirov en Washington D. C., en donde, al ver a Taras Domitro interpretar Romeo y Julieta en el Centro John F. Kennedy, se desanimó en continuar con el ballet. Después de graduarse, vivió en Los Ángeles y realizó algunos comerciales, así como una parte de sincronía de labios en un video musical de Master P.

## Carrera
En julio de 2015, Allen fue elegido para un papel principal en la serie dramática de Hulu, llamada The Path, coprotagonizada por Aaron Paul y Michelle Monaghan, apareciendo en los 36 episodios. Cuando la serie terminó en 2018, Allen apareció en un papel recurrente en American Horror Story, y en 2019, fue elegido como Balkan, uno de los Jets en West Side Story de Steven Spielberg, una adaptación del musical de Broadway del mismo nombre.
En 2021, Allen interpretaría a Romeo en Rosaline, una versión moderna de Romeo y Julieta, coprotagonizada por Kaitlyn Dever e Isabela Merced, y en The Greatest Beer Run Ever, coprotagonizada por Zac Efron y Russell Crowe. El 28 de enero de 2022, Allen fue elegido como He-Man en el reinicio de la película de acción en vivo de Netflix, llamada Masters of the Universe.
En 2025, Allen ha protagonizado junto a Sofia Carson la comedia romántica de Netflix, llamada The Life List.

## Filmografía

### Película
| Año  | Título                             | Función                 | Notas                            |
| ---- | ---------------------------------- | ----------------------- | -------------------------------- |
| 2016 | 1 Night                            | Andrew 'Andy' McFarland |                                  |
| 2017 | XX                                 | Andy                    | Segmento: Su único hijo viviente |
| 2020 | Para toda la vida                  | Kyle Campbell           |                                  |
| 2021 | El mapa de los instantes perfectos | Mark                    |                                  |
| 2021 | West Side Story                    | Balcánico               |                                  |
| 2022 | Entre la vida y la muerte          | Skylar                  |                                  |
| 2022 | Rosaline                           | Romeo                   |                                  |
| 2022 | The Greatest Beer Run Ever         | Bobby Pappas            |                                  |
| 2023 | A Haunting in Venice               | Maxime Gerard           |                                  |
| 2025 | The Life List                      | Brad                    |                                  |

### Televisión
| Año       | Título                            | Función          | Notas                       |
| --------- | --------------------------------- | ---------------- | --------------------------- |
| 2016–2018 | The Path                          | Hawk Lane        | Rol principal, 36 episodios |
| 2018      | American Horror Story: Apocalypse | Timothy Campbell | Rol recurrente, 4 episodios |